# Pasjača (Konavle)
Pasjača je hrvatska plaža u Konavlima. Smještena je na skrovitom, nepristupačnom mjestu gdje se Konavoske stijene strmo obrušavaju u Jadransko more i gdje se između kopna i mora stvorio uzak pješčano-šljunčani pojas osebujne ljepote. Na portalu „Najbolja odredišta u Europi“ (European Best Destinations) proglašena je najboljom europskom plažom 2020. godine.

## Zemljopisni položaj
Plaža se nalazi južno od naselja Popovići u Konavlima, tridesetak kilometara južno od grada Dubrovnika, sjedišta  Dubrovačko-neretvanske županije, a dvanaestak kilometara od općinskog sjedišta Cavtata. Do Popovića postoji lokalna asfaltirana cesta, a dalje prema moru vode uski asfaltirani, betonirani ili makadamski putovi. Najbliže parkiralište za osobne automobile ima kapacitet oko 30 vozila, a od njega do Pasjače udaljenost je nekoliko stotina metara, uključujući veliku visinsku razliku.

## Opis
S ruba Konavoskih stijena uskim puteljkom, pretežno betoniranim i s nizovima stuba i metalnih ograda, do dobro skrivene Pasjače se spušta niz strmu liticu. Mjestimično se prolazi i kroz tunele izdubljene u tvrdoj stijeni. Sama plaža je pretežno pješčana, ali ima i dijelova sa šljunkom nastalim usitnjavanjem komada stijena. Paralelna s linijom obale, okrenuta je prema otvorenom moru, koje ju stalno oplakuje valovima, budući da nema otoka u blizini koji bi amortizirali valove. Hladovine ima samo u pojedinim dijelovima dana, i to od okomitih stijena, jer raslinja nema. Morska voda je na plaži čista i bistra, s tirkizno-plavim odbljeskom. 
Zbog nepristupačnosti i nedostatka prostora na Pasjači nema nikakvih komercijalnih sadržaja pa je idealna za ljubitelje pustolovnog turizma, mira i tišine, te egzotične prirodne ljepote i ozračja. 

## Nastanak i opstanak
Plaža je nastala umjetnim putem i to za vrijeme Drugog svjetskog rata ili nešto kasnije. Lokalni stanovnici navode da su u to vrijeme bile česte poplave pa su se radili kanali radi odvodnje, a višak zemlje i kamenja bacao preko strmih litica u more. Nakon nekog vremena more je usitnilo kamenje i stvorilo tajnovitu plažu osebujne ljepote.
More je s vremenom progutalo dijelove plaže, ali su ljudi tijekom izgradnje građevinskih objekata i prometnica ponovno nasipavali kameni materijal na nju. Tako su oživljavali ovu jadransku čaroliju kojoj latentno prijeti nestanak, ali se do danas održala i 2020. godine osvojila naslov najbolje plaže na starom kontinentu. 

## Galerija
- Betonirani put do plaže
- Prilaz kroz puteljke i tunele izdubljene u stijeni
- Sjeverozapadni dio plaže
- Dio plaže

## Vanjske poveznice
- Pasjača - predivna plaža ispod litica Konavoskih stijena
- Najbolja plaža Europe u 2020. godini prema ocjeni mrežnog portala Najbolja odredišta u Europi (European Best Destinations) (engl.)
- Najpopularnija hrvatska plaža na Instagramu
- Pasjača - plaža koju more s vremena na vrijeme proguta